# 蔡暁強
蔡暁強（さいしょうきょう）は中華人民共和国湖北省武漢市出身のダンサー。アクロバットを得意とする。

## 出演作品
- 美女と野獣（北京公演）
- キャッツミストフェリーズ
- ソング＆ダンスIIダンスパート

| スタブアイコン | サブスタブ | この項目は、まだ閲覧者の調べものの参照としては役立たない、人物に関連した書きかけの項目です。この項目を加筆・訂正などしてくださる協力者を求めています（P:人物伝/PJ:人物伝）。 |